# کسی‌که (ضمیر)
ضمیر که یا چه کسی (who) در زبان انگلیسی یک ضمیر پرسشی و نسبی است که در درجه اول برای اشاره به اشخاص استفاده می‌شود.
بدون وجود هرگونه علامتی، که شکل ذهنی ضمیر است. اشکال عطف آن عبارتند از فرم مفعولی آن، یعنی که را یا چه کسی را و فرم ملکی آن یعنی مال چه کسی. از این مجموعه شکل‌های نامعینی مانند هر کسی، هر کسی را، مال هر کسی ساخته می‌شوند.